# 水野文也
水野 文也（みずの ふみや、1961年6月18日 - ）は、日本の政治活動家。維新の党所属。市川市在住。

## 概要
神奈川県横浜市出身、横浜国立大学教育人間科学部附属鎌倉小学校、同中学校、神奈川県立光陵高等学校卒業、1985年（昭和60年）横浜市立大学商学部卒業。
日本証券新聞社記者、ラジオたんぱ（現ラジオ日経）・和歌山放送解説者を経て、1996年（平成8年）ロイター通信入社。以後、経済担当記者とし て、取材活動、記事執筆、講演などを行う。
2011年（平成23年）1月千葉県議会議員選挙で市川市選挙区、みんなの党の公認候補として内定。4月、千葉県議会議員となる。2015年、任期満了に伴い千葉県議会議員選挙で再選を目指すも落選。その後、2019年4月の市川市議会議員選挙（定数42）に無所属で出馬、候補者56人中54位（得票数484票）で落選。
学生時代に行政書士の資格を取得（登録・開業しているかは不明）。趣味のクイズでは、高校時代に同級生で後にクイズ作家となる道蔦岳史とチームを組み、『クイズグランプリ』の高校生大会で優勝。その後『パネルクイズ アタック25』『アップダウンクイズ』『タイムショック』などに優勝。クイズ王として知られ、豊富な雑学知識を生かしてクイズ作家の活動も行う。

## 所属議員連盟
- 首都圏中央連絡自動車道推進議員連盟
- 資源エネルギー問題懇話会
- 千葉県議会ブラジル友好議員連盟